# Вів'єнн Кох
Вів'єнн Кох (28 липня 1999) — швейцарська синхронна плавчиня. Учасниця чемпіонатів світу з водних видів спорту 2017, 2019 років.